# 酒釀櫻桃巧克力 (費列羅產品)

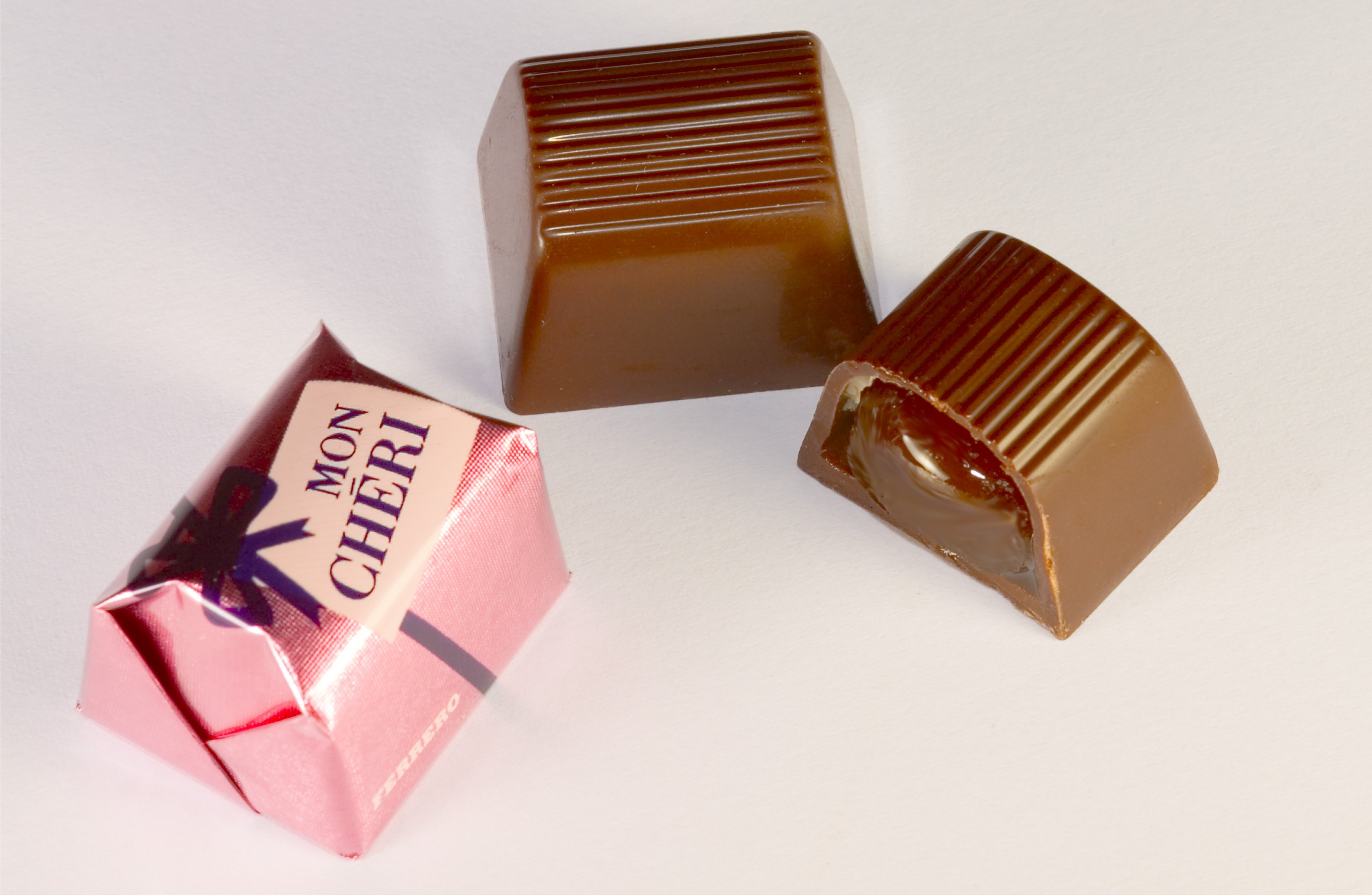
酒釀櫻桃巧克力

酒釀櫻桃巧克力（法語：Mon Chéri），是一個巧克力品牌，屬於義大利的費列羅公司。法語的意思是「我親愛的」（My darling）。